# Wes Walz
Wesley „Wes“ Walz (* 15. Mai 1970 in Calgary, Alberta) ist ein ehemaliger kanadischer Eishockeyspieler und -trainer, der im Verlauf seiner aktiven Karriere zwischen 1988 und 2008 unter anderem 639 Spiele für die Boston Bruins, Philadelphia Flyers, Calgary Flames, Detroit Red Wings und Minnesota Wild in der National Hockey League auf der Position des Centers bestritten hat. Darüber hinaus verbrachte Walz auch einen Großteil in der Schweiz, wo er mit dem EV Zug in Form des Schweizer Meistertitels im Jahr 1998 seinen größten Karriereerfolg feierte.

## Karriere
Walz spielte während seiner Juniorenzeit für die Lethbridge Hurricanes in der Western Hockey League. Er wurde beim NHL Entry Draft 1989 in der dritten Runde an Position 57 von den Boston Bruins ausgewählt, die ihn zum Ende der folgenden Saison noch für zwei Spiele in die NHL holten.
Zu Beginn seiner Profikarriere in der Saison 1990/91 kam Walz in der NHL selten zum Zuge und wurde oftmals in den Farmteams in der American Hockey League, bei den Maine Mariners und den Hershey Bears, eingesetzt. Obwohl er dort überzeugen konnte und einen Schnitt von mehr als einem Punkt pro Spiel erreichte, blieb ihm der Durchbruch in der NHL zunächst verwehrt. Er wurde an die Philadelphia Flyers abgegeben, spielte aber auch dort meist in der AHL bei den Hershey Bears.
Zur Saison 1993/94 wechselte Walz zu den Calgary Flames. Er begann wieder in der AHL bei den Saint John Flames, setzte sich im Laufe der Saison aber im NHL-Team durch und erreichte seine Karriere-Bestmarke, als er in 53 Spielen 38 Punkte erzielte. Nach einem Intermezzo bei den Detroit Red Wings wechselte er 1996 in die Schweiz zum EV Zug. Hier wurde er schnell zum Leistungsträger und gewann mit dem Verein 1998 die Schweizer Meisterschaft. Dabei wurde er zum wertvollsten Spieler der Liga ausgezeichnet. Nach einer kurzzeitigen Rückkehr nach Nordamerika zu den Long Beach Ice Dogs in der International Hockey League wechselte er bereits zum Jahresende in die Schweiz zum HC Lugano zurück. Für den HCL bestritt er jedoch nur insgesamt 18 Spiele.
Am 28. Juni 2000 unterzeichnete Walz beim neuen Team, den Minnesota Wild, einen Vertrag. Hier konnte er an die guten Leistungen in Europa anknüpfen und gehörte seitdem zu den Leistungsträgern der Wild. 2003 war Wes Walz für die Frank J. Selke Trophy nominiert. Als einer von zwei Spielern, die seit Bestehen der Wild in Minnesota spielten, ging er in die Saison 2007/08 und hielt den Rekord mit den meisten Spielen für die Wild. Anfang November 2007 verließ er jedoch aus persönlichen Gründen den Kader des Franchise und gab am 1. Dezember 2007 sein Karriereende bekannt. 
Nach dem Ende seiner aktiven Karriere schloss er sich im Sommer 2008 als Assistenztrainer den Tampa Bay Lightning an. Dort war er bis zu seiner Entlassung im Februar 2010 tätig.

### International
Walz vertrat sein Heimatland sowohl auf Junioren- als auch auf Seniorenebene. Bei der Junioren-Weltmeisterschaft 1990 steuerte er fünf Punkte in sieben Partien zum Goldmedaillengewinn des Team Canada bei. Für die Seniorenauswahl stand der Stürmer bei der Weltmeisterschaft 2001 im Einsatz und scheiterte mit der Mannschaft im Viertelfinale gegen die Vereinigten Staaten. Walz war im Turnierverlauf mit vier Torvorlagen in sechs Begegnungen erfolgreich.

## Erfolge und Auszeichnungen
| - 1989 Jim Piggott Memorial Trophy - 1990 WHL East First All-Star Team - 1996 Teilnahme am AHL All-Star Classic - 1996 AHL All-Star Classic MVP - 1996 Spengler-Cup-Gewinn mit dem Team Canada - 1997 Spengler-Cup-Gewinn mit dem Team Canada | - 1997 Spengler Cup All-Star-Team - 1998 Schweizer Meister mit dem EV Zug - 1998 Topscorer der Nationalliga-A-Playoffs - 1998 Wertvollster Spieler der Nationalliga A - 1999 Topscorer der European Hockey League - 1999 Bester Torschütze der European Hockey League |

### International
- 1990 Goldmedaille bei der Junioren-Weltmeisterschaft

## Karrierestatistik

### International
Vertrat Kanada bei:
- Junioren-Weltmeisterschaft 1990
- Weltmeisterschaft 2001

(Legende zur Spielerstatistik: Sp oder GP = absolvierte Spiele; T oder G = erzielte Tore; V oder A = erzielte Assists; Pkt oder Pts = erzielte Scorerpunkte; SM oder PIM = erhaltene Strafminuten; +/− = Plus/Minus-Bilanz; PP = erzielte Überzahltore; SH = erzielte Unterzahltore; GW = erzielte Siegtore; 1 Play-downs/Relegation; Kursiv: Statistik nicht vollständig)